# صوفيا هيلين
صوفيا هيلين (بالسويدية: Sofia Helin)‏ (و. 1972  م) هي ممثلة أفلام سويدية.

## التعليم
تعلمت في جامعة لوند.

## وصلات خارجية
- صوفيا هيلين على موقع IMDb (الإنجليزية)
- صوفيا هيلين على موقع ميتاكريتيك (الإنجليزية)
- صوفيا هيلين على موقع روتن توميتوز (الإنجليزية)
- صوفيا هيلين على موقع قاعدة بيانات الأفلام العربية
- صوفيا هيلين على موقع ألو سيني (الفرنسية)
- صوفيا هيلين على موقع تيرنر كلاسيك موفيز (الإنجليزية)
- صوفيا هيلين على موقع أول موفي (الإنجليزية)
- صوفيا هيلين على موقع قاعدة بيانات الأفلام السويدية (السويدية)
- صوفيا هيلين على موقع قاعدة بيانات الفيلم (الإنجليزية)
- صوفيا هيلين على موقع ليتربوكسد (الإنجليزية)